# Tharsis Tholus

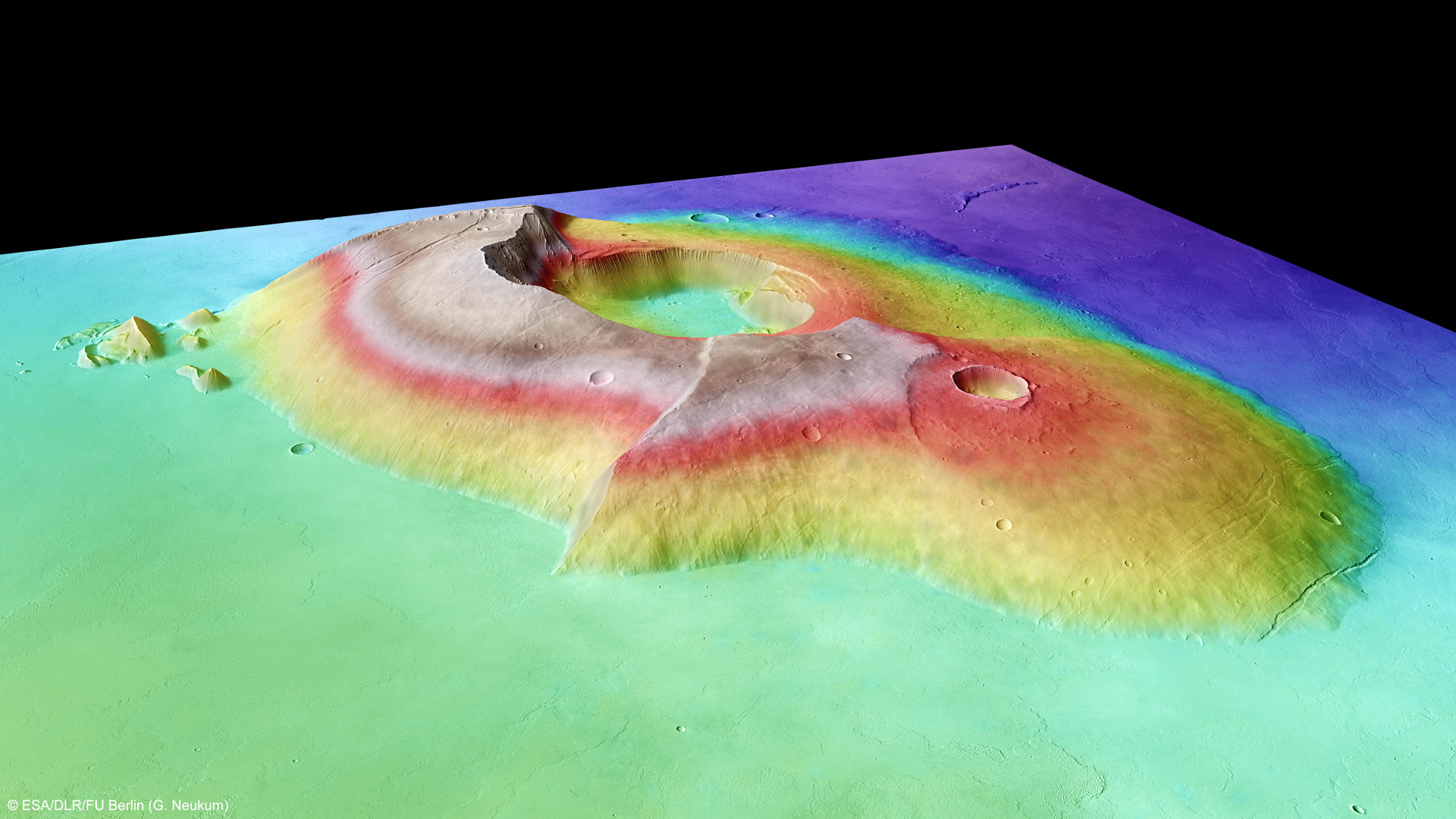

Der Tharsis Tholus ist ein erloschener, schildförmiger Vulkan mittlerer Größe in der Tharsis-Region auf dem Mars. Sein Durchmesser beträgt etwa 150 km und seine Höhe beträgt 8,93 km. Er erhielt seinen Namen im Jahr 1973.